# カンナエ
座標: 北緯41度17分47秒 東経16度09分06秒 / 北緯41.29639度 東経16.15167度
カンナエ（ラテン語: Cannae）は、イタリア半島南東部のアプリア地方、アウフィドゥス川（現在のオファント川）沿いに存在していた村、およびその周辺のこと。ラテン語の読みの違いにより「カンナエ」のほかカンネーやカンネの表記もされる。現在のプッリャ州バルレッタのカンネ・デッラ・バッターリア（イタリア語: Canne della Battaglia）にあたる。
第二次ポエニ戦争中の紀元前216年8月2日、ハンニバル率いるカルタゴ軍と、ルキウス・アエミリウス・パウルス、ガイウス・テレンティウス・ウァロ率いるローマ軍が戦った（カンナエの戦い）。この会戦が右岸と左岸のどちらかで戦われたのか、現在でも論争が続いている。歴史上でも稀な包囲殲滅戦が行われた古戦場として名高い。